# A' Katīgoria 1989-1990
L'edizione 1989-90 della A' Katīgoria fu la 51ª del massimo campionato cipriota; vide la vittoria finale dell'APOEL, che conquistò il suo quattordicesimo titolo.
Capocannoniere del torneo fu Siniša Gogić dell'APOEL con 19 reti.

## Formula
Le 14 squadre si incontrarono in gironi di andata e ritorno per un totale di 26 turni; erano assegnati due punti per la vittoria, uno per il pareggio e zero per la sconfitta.
Le ultime due classificate retrocessero in Seconda Divisione.

## Classifica finale
|  |    | Classifica finale   | G  | V  | N  | P  | GF | GS | DR  | Punti |
|  | -- | ------------------- | -- | -- | -- | -- | -- | -- | --- | ----- |
|  | 1  | APOEL               | 26 | 18 | 5  | 3  | 45 | 19 | +26 | 41    |
|  | 2  | Omonia (C)          | 26 | 15 | 6  | 5  | 53 | 21 | +32 | 36    |
|  | 3  | Pezoporikos Larnaca | 26 | 10 | 11 | 5  | 37 | 27 | +10 | 31    |
|  | 4  | Arīs Limassol       | 26 | 11 | 8  | 7  | 43 | 31 | +12 | 30    |
|  | 5  | Apollōn Limassol    | 26 | 11 | 7  | 8  | 43 | 28 | +15 | 29    |
|  | 6  | AEL Limassol        | 26 | 8  | 11 | 7  | 32 | 31 | +1  | 27    |
|  | 7  | Anorthōsis          | 26 | 10 | 7  | 9  | 20 | 28 | -8  | 27    |
|  | 8  | EN Paralimni        | 26 | 7  | 12 | 7  | 40 | 40 | +0  | 26    |
|  | 9  | Olympiakos Nicosia  | 26 | 6  | 11 | 9  | 32 | 35 | -3  | 23    |
|  | 10 | Nea Salamis (CC)    | 26 | 6  | 10 | 10 | 26 | 32 | -6  | 22    |
|  | 11 | APOP Paphou         | 26 | 6  | 10 | 10 | 30 | 46 | -16 | 22    |
|  | 12 | Alkī Larnaca        | 26 | 6  | 9  | 11 | 27 | 36 | -9  | 21    |
|  | 13 | Evagoras Paphou     | 26 | 5  | 9  | 12 | 24 | 41 | -17 | 19    |
|  | 14 | Ethnikos Achnas     | 26 | 3  | 4  | 19 | 15 | 53 | -38 | 10    |

G = Partite giocate; V = Vittorie; N = Nulle/Pareggi; P = Perse; GF = Goal fatti; GS = Goal subiti; DR = Differenza reti.
- (C): Campione nella stagione precedente
- (CC): Vince la Coppa di Cipro

### Verdetti
- APOEL Campione di Cipro 1988-89.
- Ethnikos Achnas  e Evagoras Paphos retrocesse in Seconda Divisione.

### Qualificazioni alle Coppe europee
- Coppa dei Campioni 1990-1991: APOEL qualificato.
- Coppa delle Coppe 1990-1991: Nea Salamis qualificato.
- Coppa UEFA 1990-1991: Omonia qualificato.